# Ordning och rättvisa
Ordning och rättvisa (litauiska: Tvarka ir teisingumas, TT) var ett nationalkonservativt, högerpopulistiskt politiskt parti i Litauen grundat av Rolandas Paksas 2002 under namnet Liberaldemokratiska partiet (Liberalų Demokratų Partija, LDP). Partiet menade sig stå till vänster om mitten på den politiska skalan. TT hör numera till det nationalkonservativa europeiska partiet Rörelsen för frihetens och demokratins Europa (MELD). I Europaparlamentet hör partiet till Gruppen Frihet och direktdemokrati i Europa (EFDD), där det samarbetar med bland andra Sverigedemokraterna och UKIP.
Partiet gick 2020 samman med Litauiska frihetsunionen och bildade Frihet och rättvisa.